# Altaj-pijpleiding
De Altaj-pijpleiding (Russisch: Алтай) is een geplande bijna 2700 kilometer lange pijpleiding voor het vervoer van aardgas tussen de gasvelden bij de West-Siberische steden Nadym en Novy Oerengoj (Oerengojgasveld) en de West-Chinese autonome regio Xinjiang. In China moet de pijpleiding aangesloten worden op de Chinese West-Oost-pijpleiding, die het gas verder moet vervoeren naar Shanghai. De kosten van de pijpleiding worden geschat op ongeveer 10 miljard dollar. De pijpleiding is een van de twee pijpleidingen die gepland is voor het vervoer van gas en olie van Rusland naar China. De andere, de Oost-Siberië – Grote Oceaanpijpleiding, loopt vanuit Oost-Siberië naar China.
De pijpleiding werd aangekondigd tijdens een bezoek van de Russische president Poetin aan China in maart 2006, toen een memorandum werd getekend door CEO Aleksej Miller van Gazprom en CEO Chen Geng van de CNPC. De pijpleiding moet in gebruik genomen worden in 2011, maar er wordt al rekening gehouden met een 3 tot 4 jaar latere oplevering. De pijpleiding zal worden gebouwd en beheerd door TomskTransGaz, een dochterbedrijf van Gazprom.
De pijpleiding zal moeten gaan lopen vanaf Jamalië via Chanto-Mansië, de oblast Tomsk, de oblast Novosibirsk, de kraj Altaj en de Republiek Altaj naar Xinjiang en moet volgens een verklaring van Poetin een uiteindelijke jaarlijkse geschatte capaciteit krijgen van 80 miljard m³ (bcm) aardgas.
Het project heeft scherpe kritiek gekregen van natuurbeschermingsorganisaties omdat de pijpleiding volgens de plannen moet gaan lopen over het Oekokplateau, wat de natuurlijke leefomgeving van de sneeuwluipaard en andere bedreigde diersoorten is. Daarnaast is het een UNESCO-werelderfgoedmonument en wordt het als een heilige plaats beschouwd door de Altaj. Gazpromwoordvoerders hebben echter verklaard dat alle heilige plaatsen zullen worden ontzien, door de pijpleiding eromheen te leggen.